# Урумська мова
Урумська мова (урум. урум тілі, урум ділі) — тюркська мова греків Надазов'я.
Сучасне професійне дослідження урумської мови було розпочато в 1950-х роках викладачами і студентами кафедри тюркської філології Ленінградського державного університету. Значний внесок у вивчення урумської мови зробив Олександр Гаркавець, який видав урумський словник. Наприкінці минулого століття почали друкуватися урумською мовою письменники Валерій Кіор і Віктор Борота. Існував також факультатив з вивчення урумської мови у селищі Старий Крим, який вів Валерій Кіор.

## Мовна палітра грецького населення Надазов'я
Грецьке населення Надазов'я поділяється в лінгвістичному відношенні на урумів-тюркофонів та румеїв-еллінофонів. Щодо греків-тюркофонів, то урумська мова Надазов'я об'єднує чотири діалекти, які відображають складні етноісторичні процеси. Їхня класифікація, у залежності від впливу різних мовних елементів, виглядає таким чином: кипчацько-половецькі говори розповсюджені у селах Велика Новосілка, Старобешеве, Мангуш; кипчацько-огузькі — Старомлинівка, Багатир, Улакли; огузько-кипчацькі — Гранітне, Староласпа, Комар, Старогнатівка; огузькі  Маріуполь, Старий Крим. У побутовій мові жителів кожного урумського села є свої особливості. Діалекти греків-тюркофонів зберігають лексичні релікти, тому являють інтерес для дослідників мови та етнічної історії маріупольських греків.

## Сучасна урумська мова
Сучасна урумська мова представлена серед компактного грецького населення у 29 селах Донецької області, в одному селі Запорізької області й у місті Маріуполь. За підрахунками дослідниці І.Пономарьової та згідно з Всеукраїнським переписом населення 2001 року, чисельність надазовських урумів становить близько 40 тис. осіб.
Греки-тюркофони називають себе греками, але їх давнішим ендоетнонімом є термін урум (виник на території Малої Азії, набувши поширення у Криму). Походження його пов'язане з терміном рум, який впровадили турки-мусульмани (сельджуки) для позначення жителів Османської імперії, які сповідували православ'я і спілкувалися грецькою мовою. Греки, які розмовляли тюркською мовою, набули екзоетноніму уруми. Із часом вони й самі себе почали так називати. По суті, назви урум і рум — ідентичні терміни. Грецькі дослідники вважають, що етимологія цих термінів походить від слова «Ρωμαίος» — ο κάτοικος της Βυζαντινής Αυτοκρατορίας, але з урахуванням фонетичних особливостей тюркської мови: найхарактернішими типологічними рисами тюркських мов у розділі фонетики є сингармонізм та відсутність на початку слів сонорних р, л, м, н.
На сьогодні серед урумів існують такі етноніми: урум — грек; урум алхи  грецький народ; урумнух — греки, уруми, грецьке населення; урумлар — стає греком. У 2001 році у рамках дослідження етнічного самовизначення та сучасної мовної ситуації було обстежено населення сіл Мангуш, Старий Крим, Старомлинівка (Кременівка), Гранітне (Волноваський район) (Карань). У цих селах на питання «Вкажіть вашу національність» уруми переважно записали себе греками (72 %), рідше — урумами (19 %) і частково (9 %)  греко-татарами. На відміну від греків-еллінофонів, зазначені вище терміни розповсюджені в усіх урумських селах.
Згідно з польовими дослідженнями, свою мову уруми Надазов'я називають урум ділі (села Бешеве, Великий Янісоль, Карань, Ласпа, Старий Крим) або урум тілі (села Багатир, Старогнатівка, Карань, Комар, Улакли).
Крім фольклору, який частково перетинається з кримськотатарським та румейським, з'являється також невелика авторська література урумською мовою (наразі представлена фактично трьома поетами — це Віктор Борота, Валерій Кіор та Кирикія Хавана). В Донецьку виходить літературний альманах греків Надазов'я «Утренняя звезда»(рос.) — «Сабаты йылдыз»(урум.) — «Пирнешу астру»(румейс.).